# UFC 48
UFC 48: Payback fue un evento de artes marciales mixtas organizado por el Ultimate Fighting Championship. Tuvo lugar el 19 de junio de 2004, en el Mandalay Bay Events Center de Las Vegas, Nevada. El evento, televisado en vivo mediante pay-per-view en los Estados Unidos, fue luego publicado en formato DVD.

## Historia
La pelea principal de la velada consistió en una revancha entre Ken Shamrock y Kimo Leopoldo, quienes habían peleado antes en UFC 8 por un título de la organización, con Shamrock victorioso. El evento fue muy exitoso, logrando más compras que su antecesor, UFC 47, en donde Chuck Liddell y Tito Ortiz se enfrentaron por primera vez.

## Resultados

### Tarjeta preliminar
- Peso wélter:  Georges St-Pierre vs.  Jay Hieron

St-Pierre ganó por nocaut técnico (golpes) al 1:42 del primer asalto. Hieron fue un tardío reemplazo para Jason Miller, quien se vio forzado a retirarse debido a problemas legales.
- Peso medio:  Trevor Prangley vs.  Curtis Stout

Prangley ganó por sumisión (cobra choke) al 1:05 del segundo asalto.
- Peso ligero:  Matt Serra vs.  Ivan Menjivar

Serra ganó por decisión unánime (30–27, 30–27, 30–27).

### Tarjeta principal
- Peso medio:  Evan Tanner vs.  Phil Baroni

Tanner ganó por decisión unánime (30–27, 30–27, 29–28).
- Peso wélter:  Matt Hughes vs.  Renato Verissimo

Hughes ganó por decisión unánime (29–28, 30–27, 30–27).
- Peso wélter:  Frank Trigg vs.  Dennis Hallman

Trigg ganó por nocaut técnico(golpes) a los 4:13 del primer asalto.
- Campeonato de peso pesado de UFC:  Tim Sylvia vs.  Frank Mir

Mir ganó por sumisión técnica (armbar) a los 0:50 del primer asalto. El réferi Herb Dean detuvo la pelea cuando advirtió una rotura en uno de los brazos de Sylvia. A pesar de que esto le pareció una detención apresurada a la audiencia y al propio Sylvia, se reveló después que Sylvia había sufrido múltiples fracturas en el brazo derecho.
- Peso pesado:  Ken Shamrock vs.  Kimo Leopoldo

Shamrock ganó por nocaut (rodillazo) al 1:23 del primer asalto.

## Salario de peleadores
El pago total a los peleadores que participaron en el evento fue de $586 000. Estas cifras sólo incluyen montos declarados a la Comisión Atlética correspondiente.
- Ken Shamrock: $170 000 ($120 000 por pelear; $50 000 por ganar)
- Matt Hughes: $110 000 ($55 000 por pelear; $55 000 por ganar)
- Frank Mir: $90 000 ($60 000 por pelear; $30 000 por ganar)
- Kimo Leopoldo: $55 000
- Tim Sylvia: $40 000
- Evan Tanner: $30 000 ($15 000 por pelear; $15 000 por ganar)
- Phil Baroni: $20 000
- Frank Trigg: $20 000 ($10 000 por pelear; $10 000 por ganar)
- Matt Serra: $16 000 ($8 000 por pelear; $8 000 por ganar)
- Renato Verissimo: $10 000
- Georges St-Pierre: $8 000 ($4 000 por pelear; $4 000 por ganar)
- Trevor Prangley: $5 000 ($2 500 por pelear; $2 500 por ganar)
- Dennis Hallman: $4 000
- Curtis Stout: $3 000
- Jay Hieron: $3 000
- Ivan Menjivar: $2 000